# Olímpia Pio Fernandes
Olímpia Pio Fernandes (Funchal, 1830 - 1890) foi uma escritora e madeirense ilustre.

## Carreira
Colaborou com diversos jornais regionais. Exerceu a profissão de professora no ensino primário no Porto; pertenceu à Assembleia da Associação de Protecção e Instrução do Sexo Feminino funchalense fundada em 1875, cujo presidente é João da Câmara Leme.
Em 1877 escreveu um drama com o título Aldo ou a Filha do Mar, tendo sido representado no Teatro Esperança do Funchal. Algumas das cenas principais deste drama foram publicadas num jornal madeirense.
Dedicou-se à literatura tendo recebido vários elogios positivos em relação às suas obras. Publicou vários textos poéticos, contos e textos dramáticos especialmente nos jornais O Direito e Diário de Notícias, com o pseudónimo César Ortigão,  entre eles Uma Simples Narrativa, publicado no Diário de Notícias a 3 de Dezembro 1876; A Esperança, publicado também no Diário de Notícias a 29 de Junho 1877.

## Obras Publicadas
- 1877: Aldo ou a Filha do Mar;
- 1876: Uma Simples Narrativa;
- 1877:
  - Heroísmo;
  - A mulher;
  - Scenas Campestre: o despertar na cabana;
  - A Esperança;
  - À ex.ma snr.a D. Marianna S. F.;
  - Maria;
  - A Criança.[1]